# Osipy-Zakrzewizna
Osipy-Zakrzewizna – wieś w Polsce położona w województwie podlaskim, w powiecie wysokomazowieckim, w gminie Wysokie Mazowieckie.
W latach 1975–1998 miejscowość administracyjnie należała do województwa łomżyńskiego.
Wierni kościoła rzymskokatolickiego należą do parafii św. Jana Chrzciciela w Wysokiem Mazowieckiem.

## Historia
Miejscowość założona na przełomie XIX i XX w. na gruntach folwarku Osipy, należącego wcześniej do dóbr Zawrocie alias Wysokie Mazowieckie. W tym czasie dobra te były w głównej części własnością Żydów z Wysokiego Mazowieckiego. Być może właścicielem tej części dóbr był Polak, Zakrzewski, który rozparcelował i rozprzedał własność okolicznym mieszkańcom.
W roku 1921 naliczono tu 14 budynków z przeznaczeniem mieszkalnym oraz 99 mieszkańców (50 mężczyzn i 49 kobiet). Wszyscy podali narodowość polską i wyznanie rzymskokatolickie.
Od 1954 r. wieś należała do gromady Osipy-Kolonia, następnie do gromady Wysokie Mazowieckie i gminy Wysokie Mazowieckie.